# الثورة الألبانية (1912)
كان التمرد الألباني عام 1912 (المعروف باسم Kryengritja e vitit 1912، أو انتفاضة عام 1912، المعروف أيضًا باسم حرب الاستقلال الألبانية، في التأريخ الألباني) آخر تمرد ضد الحكم العثماني في ألبانيا وقد استمرت من يناير حتى أغسطس 1912، وانتهى في 4 سبتمبر 1912 حين وافقت الحكومة العثمانية على تلبية مطالب المتمردين. بشكل عام، قاتل الألبان المسلمون ضد العثمانيين في حرب البلقان القادمة.

## مقدمة

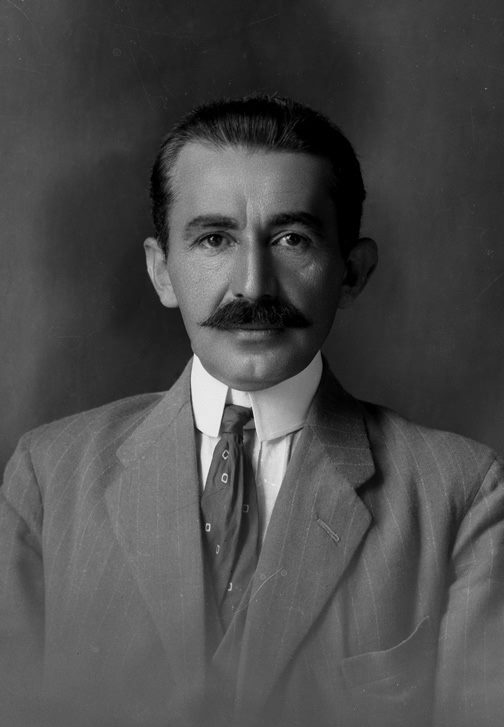
حسن بريشتينا

كانت الأسباب الرئيسية لكل هذه التمردات هي التغييرات التي طرأت على الألبان من قبل تركيا الفتاة، بما في ذلك الزيادات الضريبية، وتجنيد الألبان في الجيش العثماني، ونزع سلاح السكان المدنيين الألبان.
لم يكن الألبان المجموعة الوحيدة التي بدأت تمردًا ضد حكومة ترميا الفتاة فقد كانت هناك حركات تمرد في سوريا وفي شبه الجزيرة العربية.
لقد كان أول تمرد ألباني في عام 1910، بقيادة عيسى بوليتيني وإدريس سفيري، مدعومًا من بلغاريا ومونتينيغرو. وبعد أسبوعين من القتال العنيف، انسحب المتمردون الألبان إلى منطقة درينيتش وتم قمع التمرد. زار السلطان محمد الخامس بريشتينا في يونيو 1911 وأعلن العفو عن جميع الذين شاركوا في التمرد باستثناء الذين ارتكبوا القتل. ومن أجل تهدئة الموقف، قدم السلطان عددًا من التنازلات، بما في ذلك:
1. إنشاء المدارس الألبانية
2. اقتصار الخدمة العسكرية على إقليم ولاية قوصوه
3. تعليق جميع التجنيد والضرائب لمدة عامين
4. تعيين مسؤولين حكوميين يتحدثون اللغة الألبانية.

في نهاية عام 1911، بدأت مجموعة من الأعضاء الألبان، بقيادة إسماعيل كمال، نقاشًا في البرلمان العثماني وقد طلبوا حقوقًا إضافية للألبانيين في المجالين الثقافي والإداري.
في يناير 1912، حذر حسن بريشتينا، وهو نائب ألباني في البرلمان العثماني، الأعضاء علانيةً من أن سياسة حكومة تركيا الفتاة ستؤدي إلى تمرد في ألبانيا. بعد هذا الخطاب، اقترح إسماعيل كمال مقابلة مع حسن بريشتينا. لقد التقيا في نفس الليلة في منزل حسن بريشتينا واتفقا على تنظيم انتفاضة ألبانية. في اليوم التالي، التقيا في فندق بيرا بالاس في إسطنبول مع مفيد بك ليبوهوفا، أسعد باشا توبتاني، وعزيز باشا فريوني، وسريجا بك فلورا حيث وافقوا على توحيد منظماتهم وقيادة الانتفاضة الألبانية. وبعد ذلك، أقسموا على هذا الوعد في اجتماع تم في منزل سيريجا بك في تقسيم.

## الأحداث
نظرًا لأن مشاركة كوسوفو لعبت دورًا رئيسيًا في الانتفاضة، فقد تقرر أن يقوم إسماعيل كمال بتنظيم تسليم 15 ألف بندقية من طراز ماوزر إلى كوسوفو عبر مملكة مونتينيغرو. حاول حسن بريشتينا الحصول على دعم بلغاريا من خلال اقتراح إنشاء دولة ألبانية مقدونية إلى بافلوف، النائب البلغاري، الذي قابله في القنصلية البريطانية في إسكوبية. وعد القنصل البريطاني في إسكوبية بأن تقدم المملكة المتحدة دعما قويًا للألبان.
بدأ التمرد في الجزء الغربي من ولاية كوسوفو وكان يقوده حسن بريشتينا، ونيكشيب دراغا، وباجرام كوري، وريزا بيج جاكوفا وغيرهم. لقد حافظ كل من حسن بريشتينا، الذي كان في ولاية كوسوفو خلال التمرد، وإسماعيل كمال الذي كان في أوروبا يجمع الأسلحة والمال ويحاول كسب الرأي العام الأوروبي لقضية الانتفاضة، على التواصل من خلال القنصلية البريطانية في إسكوبية. كما التزم أسعد باشا توبتاني بتنظيم الانتفاضة في ألبانيا الوسطى وميرديتا.
هجر الجنود والضباط الألبان الخدمة العسكرية العثمانية وانضموا إلى المتمردين. أحد الأحداث المهمة التي ساعدت المتمردين الألبان على النجاح كانت الحرب الإيطالية التركية التي أثارت تمرد الضباط والجنود العثمانيين الذين كانوا يترددون في القتال ضد المتمردين الألبان الذين يغلب عليهم المسلمون والذين كانوا يعتبرون أخوة في الدين.

### قائمة المطالب
طالب المتمردون الألبان في ولاية كوسوفو بعدد من الإجراءات من قبل إدارة تركيا الفتاة. طُبعت هذه المطالب في صحف المهاجرين التي نُشرت في بلغاريا في منتصف مارس 1912، وقد تضمنت تعيين ألبان في الإدارة الحكومية، ومدارس تعتبر اللغة الألبانية وسيلةً للتعليم، وتقييد تجنيد الألبان في الجيش العثماني في ولاية كوسوفو.
تم تقسيم المتمردين الألبان. أيّد البعض حكومة تركيا الفتاة، والبعض الآخر الاتحاد الليبرالي، في حين أراد البعض العودة إلى حكم عبد الحميد الاستبدادي.
في 9 أغسطس 1912، قدم المتمردون الألبان قائمة جديدة من المطالب (ما يسمى بقائمة النقاط الأربعة عشر)، المتعلقة بولاية ألبانيا، والتي يمكن تلخيصها على النحو التالي:
- نظام الحكم الذاتي للإدارة والعدالة في أربع ولايات يسكنها الألبان (ولاية ألبانيا)،
- يؤدي الألبان أداء الخدمة العسكرية فقط في الأقاليم الأربعة الألبانية بشكل رئيسي، باستثناء وقت الحرب،
- توظيف المسؤولين الذين يعرفون اللغة والعادات المحلية (وإن لم يكونوا بالضرورة ألبان)،
- مدارس ثانوية وزراعية جديدة في المناطق الكبرى،
- إعادة تنظيم وتحديث المدارس الدينية واستخدام اللغة الألبانية في المدارس العلمانية،
- حرية إنشاء المدارس والمجتمعات الخاصة،
- تطوير التجارة والزراعة والأشغال العامة،
- العفو العام عن جميع الألبان المشاركين في التمرد،
- محاكمة عسكرية للضباط العثمانيين الذين حاولوا قمع التمرد.

أنهت الحكومة العثمانية التمردات الألبانية من خلال قبول جميع المطالب (متجاهلة الأخيرة فقط) في 4 سبتمبر 1912. كان حسن بريشتينا يخطط لبدء تمرد جديد خلال ثلاثة أو أربعة أشهر، ولكن حرب البلقان الأولى اندلعت بعد فترة قريبة ودمرت خططه.

## العواقب
أرسل نجاح الثورة الألبانية وأخبار الحرب الإيطالية التركية إشارة قوية إلى الدول المجاورة بأن الدولة العثمانية كانت ضعيفة. قرر أعضاء اتحاد البلقان ألا يضيعوا هذه الفرصة الذهبية لضرب الدولة العثمانية الضعيفة. لقد هدد ظهور ضعف الدولة العثمانية ووعود الحكم الذاتي الألباني، الطموحات الصربية لدمج هذه المناطق في نطاقها. عارضت مملكة صربيا خطة هذه الدولة الألبانية الكبيرة إلى حد ما (والتي تعتبر أراضيها الآن ضمن مفهوم ألبانيا الكبرى)، مفضلة تقسيم الإقليم الأوروبي للدولة العثمانية بين حلفاء البلقان الأربعة.